# Paparazzi
Cet article concerne une profession de la photographie. Pour les autres significations, voir Paparazzi (homonymie).
 (août 2020).
Si vous disposez d'ouvrages ou d'articles de référence ou si vous connaissez des sites web de qualité traitant du thème abordé ici, merci de compléter l'article en donnant les références utiles à sa vérifiabilité et en les liant à la section « Notes et références ».

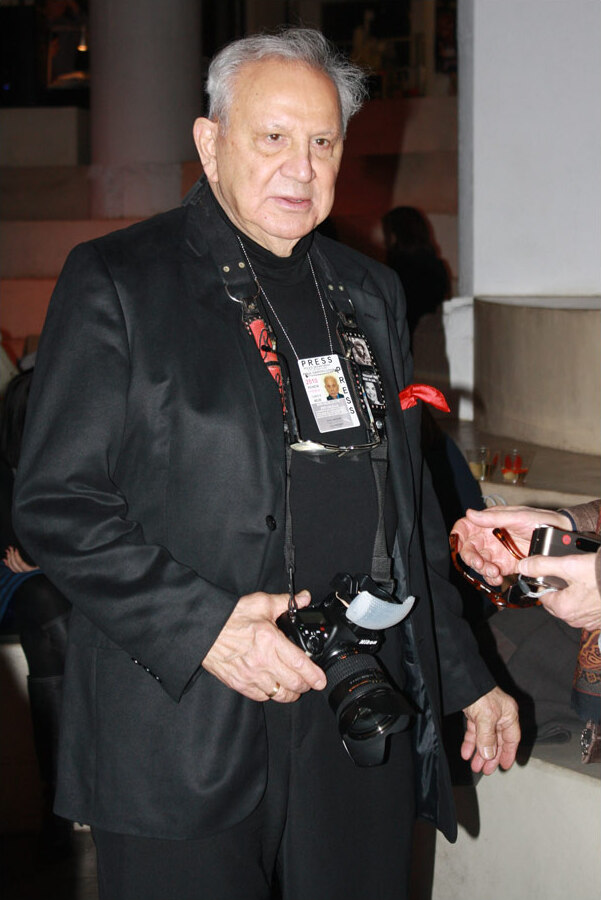
Ron Galella, le plus connu des paparazzi américains des années 1960 (ici en 2010).

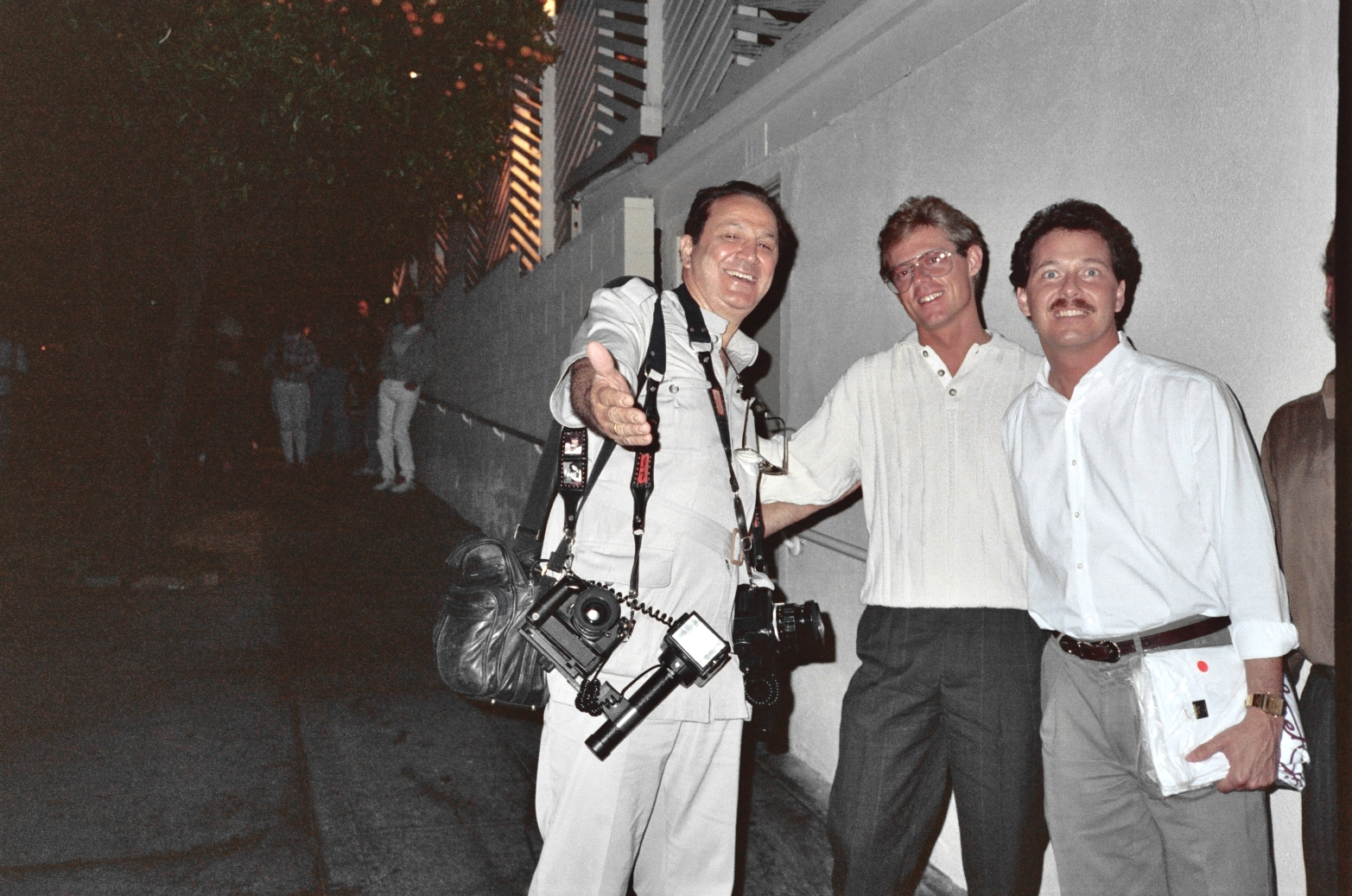
Ron Gallella en 1988. Il est équipé de reflex avec des objectifs de 50 mm et un flash.

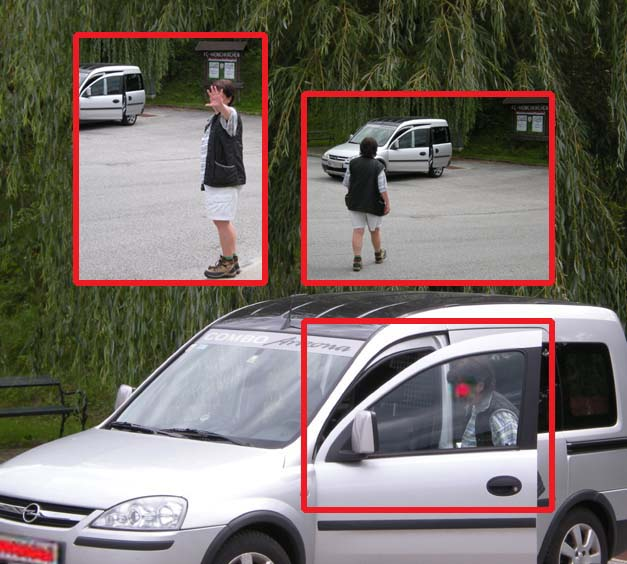
Exemple de photo que pourrait prendre un paparazzi.

Les paparazzi, ou paparazzis, sont des photographes de presse qui ont pour domaine de prédilection la vie privée des célébrités pour la presse people : en France, Closer, Gala, Paris Match, Voici, etc.
Leur objectif est de faire des photos indiscrètes de peoples (des paparazzades) qui soient des scoops publiés à la une.

## Origine
La pratique pourrait bien remonter aux débuts de la photographie, alors que Nadar retrouve dans son deuxième atelier parisien, 35, boulevard des Capucines, les épreuves de portraits de ses amis artistes ayant récemment accédé à la notoriété. Il lui suffit alors d'en tirer les photos éditées en carte-de-visite pour lancer la mode du « commerce des visages ».
Le mot provient du film de Federico Fellini La dolce vita (1960) dans lequel le héros, Marcello, interprété par Marcello Mastroianni, est souvent accompagné d'un jeune photographe du nom de Coriolano Paparazzo. « Paparazzi » est le pluriel de paparazzo. Le réalisateur contracte ainsi les mots pappataci (petits moustiques de la plaine du Pô) et razzi (éclairs du flash).

## Évolution du métier
En France, les lois de protection de la vie privée promulguées sous la présidence de Georges Pompidou en 1972 permettent aux avocats de suspendre la parution d'un journal par simple référé, si la personne prise en photo en a connaissance. Cela a conduit les photographes français à développer des techniques pour prendre des photos discrètement et loin. Ces lois sont uniques au monde ; aux États-Unis, une personnalité qui s'en prend à un photographe peut se retrouver au tribunal. Les années 1990-2000 ont beaucoup participé à changer le métier, notamment avec l'apparition de publications comme Voici, Public et Closer, rompant avec la connivence des années Paris Match, puis des sites Internet et des smartphones permettant à n'importe qui de publier des photographies de stars, contribuant à faire chuter le prix des clichés.

## Paparazzi célèbres

### Français
Le centre Pompidou-Metz a organisé en 2014 une exposition sur les paparazzi. Parmi eux, sept Français : Daniel Angeli, Francis Apesteguy, Philippe Blet, Michel Giniès, André Gordeaux, Bruno Mouron, Pascal Rostain.
D'autres Français sont : James Andanson, Sébastien Valiela, qui a fait plus de cinquante couvertures de Paris Match et dont les photos de l'assaut de l'hyper cacher de Vincennes ont fait plus de cent quarante couvertures dans le monde entier, Jean Pigozzi et Pierre Suu.

### Italiens
Tazio Secchiaroli, dont le personnage a inspiré Fellini pour sa Dolce vita ; Rino Barillari, « Le Roi des Paparazzi ».

### Américains
Aux États-Unis, qui ont une autre conception de ce qu'est un paparazzo : Ron Galella. Et, historiquement, avant lui : Weegee.
Dans la majorité des cas, il s'agit d'hommes, qui prennent en photo des personnalités féminines (Jackie Kennedy, Lady Diana, Britney Spears ou encore Elizabeth Taylor).

### Autres
- Jean-Claude Elfassi, franco-israélien

## Matériel et techniques

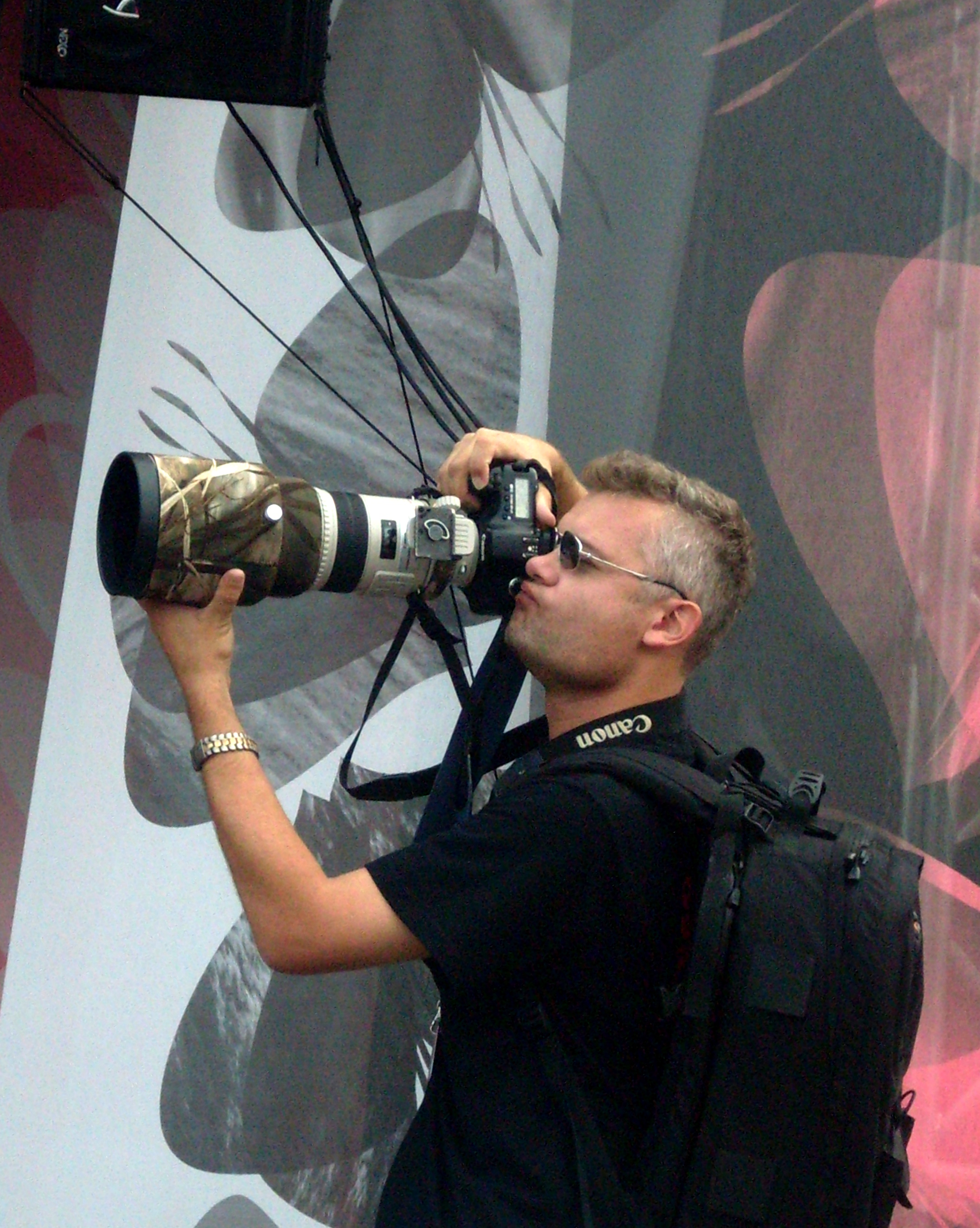
Les téléobjectifs ont l'avantage de permettre de faire des gros plans tout en restant éloigné.

### Du 6x6 équipé d'un flash au super téléobjectif
Les photographes paparazzi sont de nos jours équipés de reflex numériques.

### Planque et déguisement
Les paparazzi rivalisent généralement d'astuces et d'audace pour parvenir à obtenir quelques clichés d'une personnalité. Ils utilisent des boîtiers photographiques haut de gamme associés aux super-téléobjectifs (pouvant aller jusqu'à 1 200 mm de focale). Ce matériel leur permet de prendre des photos de bonne qualité à grande distance.
Certains sont équipés de deux boîtiers afin d'éviter la perte de temps lors des changements d'objectifs, temps qui peut parfois s'avérer capital dans certaines situations.
Outre l'aspect matériel, les paparazzi cherchent la discrétion afin de ne pas éveiller des doutes, des suspicions qui mettraient les personnes photographiées dans une attitude non-naturelle. Pour y parvenir, les photographes peuvent se cacher, suivre leur cible à distance, établir une planque dans un véhicule ou se camoufler en extérieur.

### Le renseignement
Un aspect fondamental de cette profession est le renseignement dont une des sources est un bon carnet d'adresses.

## Paparazzades célèbres

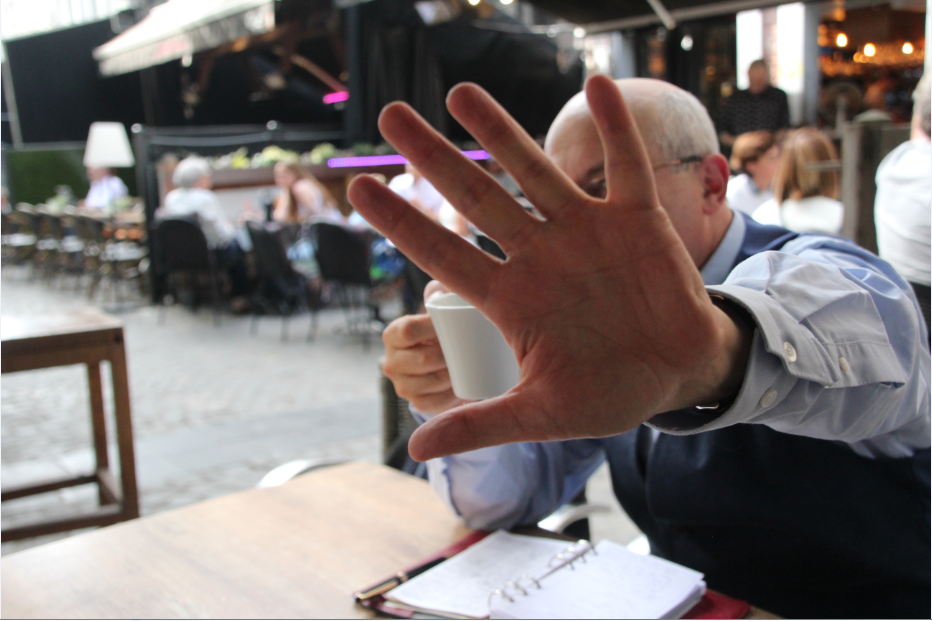
Refus d'une photographie.

- Umberto Agnelli, PDG de Fiat, sautant tout nu de son yacht dans la mer à Saint-Tropez, par Daniel Angeli[4].
- Le président François Mitterrand sur son lit de mort[5].
- François Mitterrand et sa fille Mazarine Pingeot devant le restaurant parisien Le Divellec[6].
- Le président François Hollande en scooter[3].
- Jackie Kennedy nue[7].

## Réaction des personnes photographiées

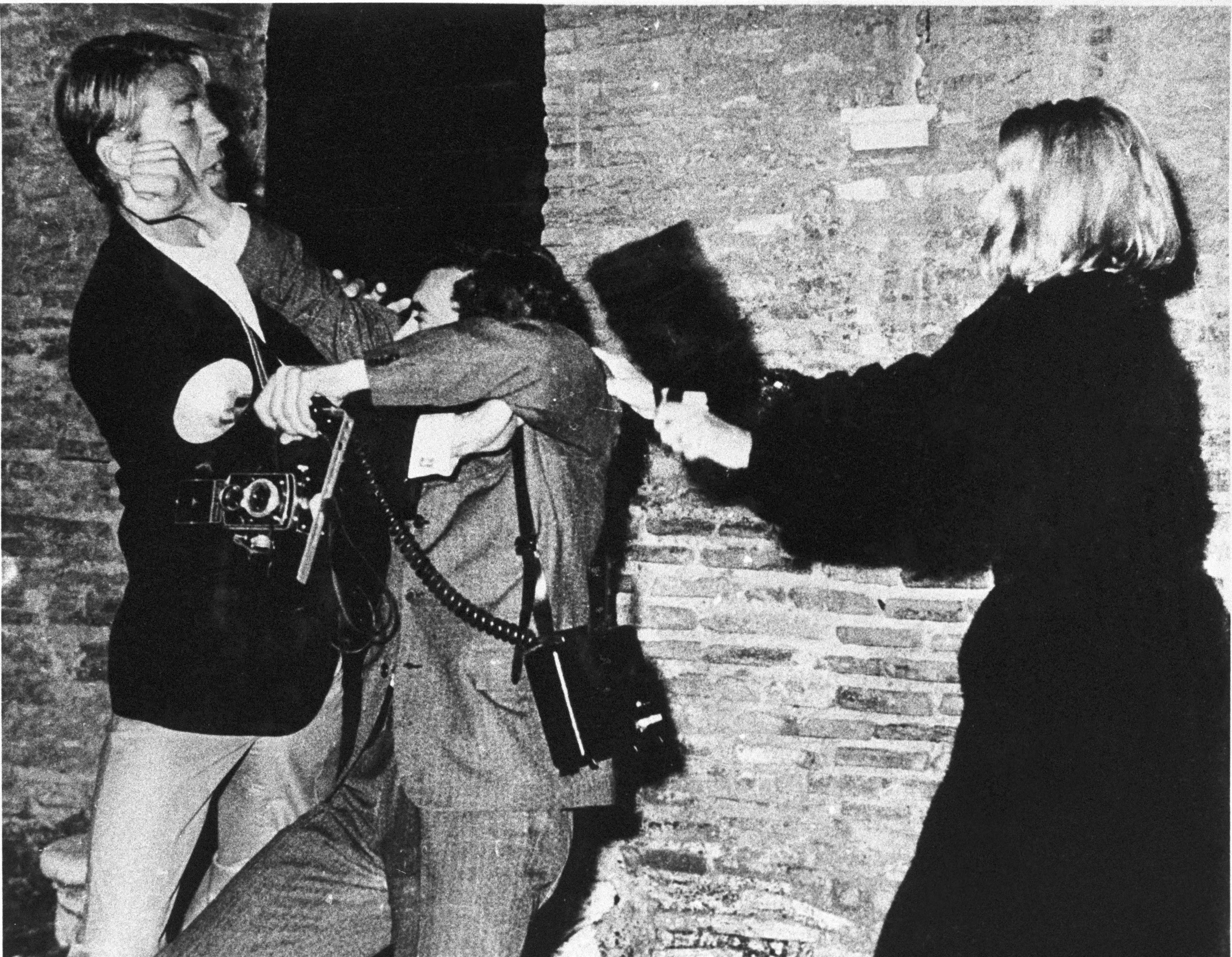
Mickey Hargitay corrige le « roi des paparazzi » Rino Barillari tandis qu'une femme le frappe avec son sac à main Via Veneto en 1963.

Les personnes photographiées sont surtout des personnalités connues. Ces personnes sont maintenant habituées à voir des photos d'elles-mêmes dans les médias. Mais, surtout lorsqu'il s'agit de photos compromettantes, elles peuvent mal réagir et porter plainte pour, notamment, atteinte à leur vie privée.

## Fausses paparazzades

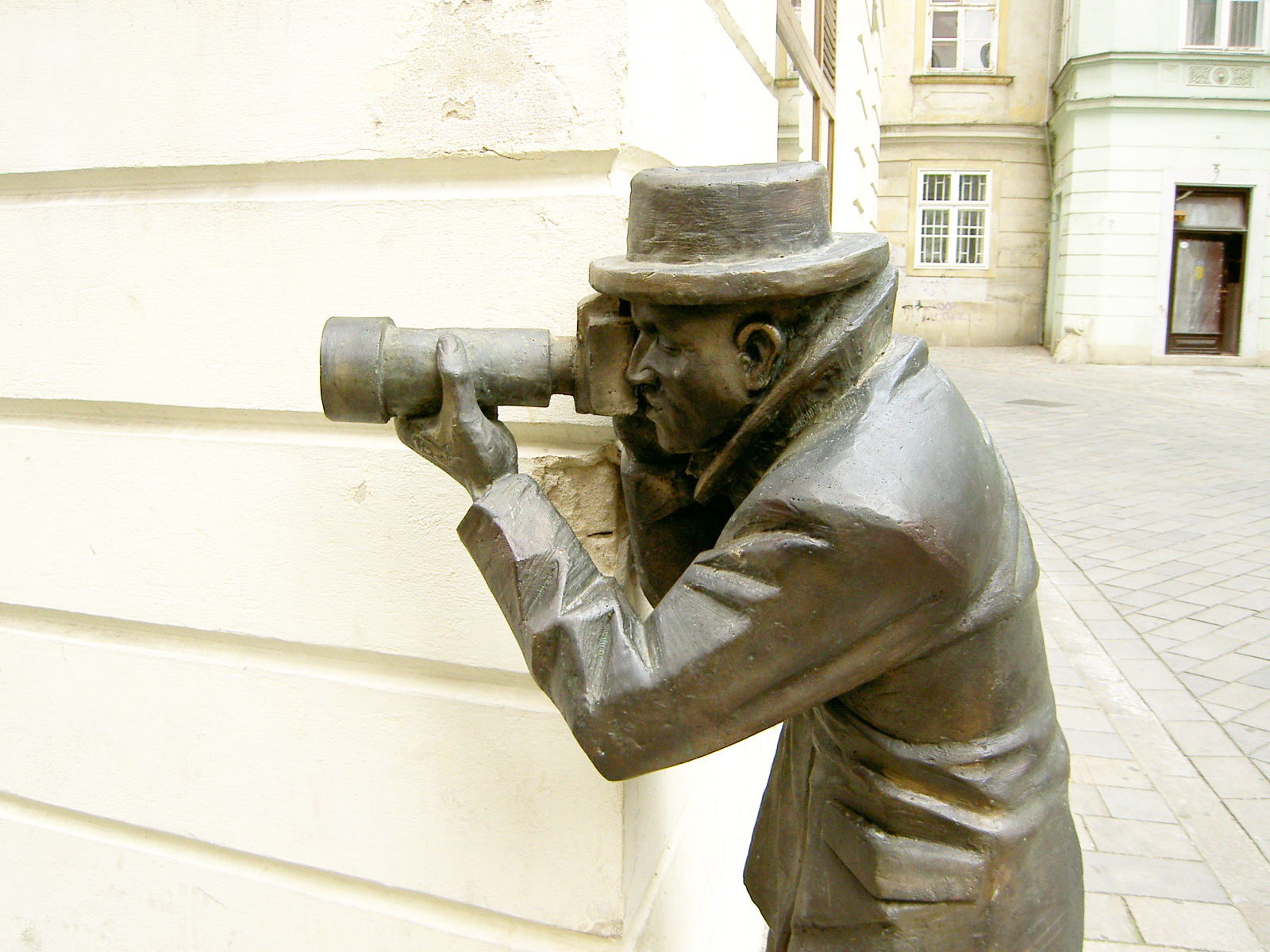
Statue (aujourd'hui déplacée) de l'enseigne de la pizzeria Paparazzi à Bratislava en Slovaquie.

Les fausses paparazzades sont des photographies ou des reportages complets de peoples faits avec leur accord ou même arrangés avec eux ou leur conseil en communication et donnant l'impression — en particulier par l'emploi d'un téléobjectif — d'être des photos volées.
Donnons comme exemple le reportage de Paris Match sur Emmanuel Macron, « Exclusif : Emmanuel et Brigitte Macron, vacances en amoureux avant l'offensive » (n° 3509, 10 août 2016) avec une double page les montrant croisant un nudiste.

## Expositions
- Pigozzi et les paparazzi, Fondation Helmut Newton, Berlin, 2012[10].
- Paparrazzis !, Centre Pompidou, Metz, 2015[11].
- Paparazzi, Photo House, Bruxelles, Belgique, 2016.